# Eburia aliciae
Eburia aliciae là một loài bọ cánh cứng trong họ Cerambycidae.